# Loitsche
Loitsche è una frazione del comune tedesco di Loitsche-Heinrichsberg, nel land della Sassonia-Anhalt.

## Storia
Fino al 31 dicembre 2009 ha costituito un comune autonomo.